# Hlavní strana/Přehled wikiportálů
- Hlavní témata
- Historie
- Geografie
- Příroda
- Doprava
- Lidé
- Kultura
- Náboženství
- Sport